# 大平正芳
大平正芳（日语：／ Ōhira Masayoshi1910年3月12日—1980年6月12日），曾任日本內閣總理大臣，因心肌梗塞於任內病逝，由铃木善幸接任。

## 生平
大平正芳生於香川縣，畢業於東京商科大學（今一橋大學），1936年進入大藏省工作。1937年，就任橫濱税務署長。1938年，就任仙台税務監督局間税部長。
1939年，大平任兴亚院蒙疆联络部经济课主任，赴中国张家口就职，不久升任兴亚院蒙疆联络部经济课长。1942年，擔任大藏省主計局主査。1943年，就任東京財務局關税部長。1948年，擔任經濟安定本部建設局公共事業課長。
1952年當選眾議員，為自由民主黨内第二大派系大平派首脑，历任內閣官房長官、大藏大臣、外務大臣、自民黨幹事長等要職。
1964年7月到访台灣，兩度晉見蔣介石，陳述台日關係:107。並表示日本「非常希望台灣能反攻復國成功」。
在田中角榮內閣擔任日本外務大臣時主導與中華人民共和國建交，並宣布原與中華民國簽署的《中日和約》失效。參與三木內閣時代的倒閣行動，與福田赳夫有政權交接的密約。福田當選以後，大平被委為自民黨幹事長。
1978年末，大平被選為日本自由民主黨（自民黨）的總裁，並於12月7日繼任福田赳夫成為內閣總理大臣（首相）。他的大平派與田中角榮的田中派合作，得以維繫政權。但也因田中角榮的金權政治問題來引來排山倒海的攻擊。
在1979年的眾議院選舉中，自民黨以些微差距失去了眾議院過半數議席的地位，以福田派為首的非主流派策動四十日抗爭，要求大平負責下台不果，在國會推舉福田派領袖福田赳夫為總理候選人，但在他拉攏小黨新自由俱樂部的數席議員支持下，得以續任首相，並於同年11月9日宣誓就職。1979年4月21日：首相大平正芳第一次参拜已列入甲级战犯灵位的靖国神社。
1980年5月16日，在黨內非主流派動作下，日本國會通過由社會黨提出，對他所領導的政府的不信任動議，大平因此解散國會，重新大選。他在其後的競選活動期間，突然死於心肌梗塞，終年70歲。在大平正芳逝世所產生出的同情票之下，大選由自民黨以大比數勝出，首相由鈴木善幸接任。
在中日關係上，大平曾於1979年12月訪問中國，並共為中國提供了4批數萬億日元政府貸款，對中國改革開放初期的經濟建設發揮了重要作用。大平生前曾与国务院副总理邓小平就经济问题探讨，对邓小平的中国GNP翻四番计划影响颇深。在他去世后，国务院总理华国锋与副总理邓小平曾去吊唁。
大平是基督教圣公会的信徒。
2018年12月，中国共产党中央委员会和中华人民共和国国务院为表彰改革开放杰出贡献人员，向大平正芳在内的10位人士授予中国改革友谊奖章。

## 外部連結
- 財團法人大平正芳記念財團（页面存档备份，存于）（日語）
- 大平正芳的墓地（页面存档备份，存于）（日語）